# 小絲夢角鮟鱇
小絲夢角鮟鱇，為輻鰭魚綱鮟鱇目棘茄魚亞目夢角鮟鱇科的其中一種。分布於中西太平洋區的印尼班達海海域，屬深海魚類，棲息深度約0至1000公尺，體長可達8.9公分。

## 扩展阅读
維基物種上的相關：小絲夢角鮟鱇